# Lino Lakes, Minnesota
Lino Lakes, Minnesota là một thành phố nằm ở quận Anoka thuộc tiểu bang Minnesota, Hoa Kỳ. Thành phố có diện tích 86,0  km² với diện tích nước mặt là 12,9  km², dân số theo ước tính năm 2000 của Cục điều tra dân số Hoa Kỳ là 16.791 người.